# Красненська сільська рада (Бахмацький район)
Красне́нська сільська́ ра́да — адміністративно-територіальна одиниця та орган місцевого самоврядування в Бахмацькому районі Чернігівської області. Адміністративний центр — село Красне.

## Загальні відомості
Красненська сільська рада утворена у 1918 році.
- Територія ради: 76,175 км²
- Населення ради: 1 069 осіб (станом на 1 січня 2012 року)
- Функціонуючих дворів: 488

## Населені пункти
Сільській раді були підпорядковані населені пункти:
- с. Красне
- с. Карпенкове
- с. Пирогівка
- с. Тасуїв

## Склад ради
Рада складалася з 16 депутатів та голови.
- Голова ради: Харченко Олександр Іванович
- Секретар ради: Іващенко Лариса Миколаївна

### Керівний склад попередніх скликань
| Прізвище, ім'я, по батькові | Основні відомості                                                                       | Дата обрання | Дата звільнення |
| --------------------------- | --------------------------------------------------------------------------------------- | ------------ | --------------- |
| Харченко Олександр Іванович | Сільський голова, 1966 року народження, освіта вища, член Соціалістичної партії України | 26.03.2006   | 31.10.2010      |
| Харченко Олександр Іванович | Сільський голова, 1966 року народження, освіта вища, безпартійний                       | 31.10.2010   |                 |

Примітка: таблиця складена за даними сайту Верховної Ради України

## Господарство
На території сільської ради розташовані сільськогосподарські підприємства СТОВ «Промінь» та ТОВ «Регрес-Агро», Красненський НВК, лікарська амбулаторія, Будинок культури, бібліотека, відділення Бахмацького територіального центру — Будинок ветеранів, відділення зв'язку, ощадкаса, Свято-Казанська церква, 5 приватних магазинів.

### Депутати
За результатами місцевих виборів 2010 року депутатами ради стали:

#### За суб'єктами висування
| Суб'єкт висування                                       | Кількість обраних депутатів | %    |
| ------------------------------------------------------- | --------------------------- | ---- |
| Самовисування                                           | 6                           | 37,5 |
| Партія регіонів                                         | 5                           | 31,3 |
| Політична партія Всеукраїнське об'єднання «Батьківщина» | 5                           | 31,3 |

#### За округами
| № округу                                                | Прізвище, ім'я, по батькові   | Дата визнання обраним | Освіта  | Партійна приналежність                        | Відомості про обраного депутата                                                              |
| ------------------------------------------------------- | ----------------------------- | --------------------- | ------- | --------------------------------------------- | -------------------------------------------------------------------------------------------- |
| Партія регіонів                                         |                               |                       |         |                                               |                                                                                              |
| 3                                                       | Білецька Лідія Василівна      | 03.11.2010            | вища    | позапартійна                                  | Красненська загальноосвітня школа І-ІІІ ст., заступник директора з навчально виховної роботи |
| 7                                                       | Остапенко Ольга Петрівна      | 03.11.2010            | вища    | член Партії регіонів                          | Бахмацький територіальний центр, завідуюча стаціонарного відділення с. Красне                |
| 9                                                       | Стельмах Людмила Анатоліївна  | 03.11.2010            | вища    | позапартійна                                  | Красненська сільська рада, бухгалтер                                                         |
| 12                                                      | Тулуша Ольга Володимирівна    | 03.11.2010            | вища    | позапартійна                                  | Красненська загальноосвітня школа І-ІІІ ст., вчитель                                         |
| 14                                                      | Іващенко Лариса Миколаївна    | 03.11.2010            | вища    | позапартійна                                  | Красненська сільська рада, секретар виконкому                                                |
| Політична партія Всеукраїнське об'єднання «Батьківщина» |                               |                       |         |                                               |                                                                                              |
| 4                                                       | Різник Любов Миколаївна       | 03.11.2010            | вища    | позапартійна                                  | СТОВ «Промінь», бухгалтер                                                                    |
| 5                                                       | Антонік Ганна Анатоліївна     | 03.11.2010            | вища    | позапартійна                                  | СТОВ «Промінь», бухгалтер                                                                    |
| 6                                                       | Тулуша Олександр Миколайович  | 03.11.2010            | вища    | позапартійний                                 | СТОВ «Промінь», бригадир будівельної бригади                                                 |
| 8                                                       | Зубко Марія Іванівна          | 03.11.2010            | вища    | член Всеукраїнського об'єднання «Батьківщина» | СТОВ «Промінь», економіст                                                                    |
| 15                                                      | Деряпа Олена Миколаївна       | 03.11.2010            | вища    | позапартійна                                  | СТОВ «Промінь», бухгалтер                                                                    |
| Самовисування                                           |                               |                       |         |                                               |                                                                                              |
| 1                                                       | Герасименко Василь Михайлович | 03.11.2010            | середня | позапартійний                                 | СТОВ «Промінь», завідувач МТФ № 1                                                            |
| 2                                                       | Голуб Петро Кіндратович       | 03.11.2010            | вища    | позапартійний                                 | будинок культури, директор                                                                   |
| 10                                                      | Несук Олександр Сергійович    | 03.11.2010            | вища    | позапартійний                                 | СТОВ «Промінь», слюсар                                                                       |
| 11                                                      | Осавула Катерина Михайлівна   | 03.11.2010            | вища    | позапартійна                                  | Красненська загальноосвітня школа І-ІІІ ст., технічний працівник                             |
| 13                                                      | Рибець Олександр Іванович     | 03.11.2010            | вища    | позапартійний                                 | пенсіонер                                                                                    |
| 16                                                      | Панюта Микола Григорович      | 03.11.2010            | середня | позапартійний                                 | СТОВ «Промінь», бригадир тракторної бригади                                                  |